# Бјасоно
Бјасоно (итал. Biassono) је насеље у Италији у округу Монца и Бријанца, региону Ломбардија.
Према процени из 2011. у насељу је живело 10897 становника. Насеље се налази на надморској висини од 203 м.

## Становништво
| 1931. | 1936. | 1951. | 1961. | 1971. | 1981. | 1991.  | 2001.  | 2011.  |
| ----- | ----- | ----- | ----- | ----- | ----- | ------ | ------ | ------ |
| 4.562 | 4.738 | 5.296 | 6.070 | 7.629 | 8.621 | 10.017 | 11.088 | 11.697 |